# Марцін Робак
Марцін Робак (пол. Marcin Robak, нар. 29 листопада 1982, Легниця) — польський футболіст, нападник клубу «Шльонськ» (Вроцлав).
Вихованець клубу «Конфекс» (Легниця). Протягом своєї ігрової кар'єри захищав кольори таких клубів: «Мєдзь» (Лігниця), «Корона» (Кельці), «Відзев» (Лодзь), «Коньяспор», «Мерсін Ідманюрду», «П'яст» (Гливиці), «Погонь» (Щецин) та «Лех» (Познань).
У складі «Погоні» в сезоні 2013/14 років став найкращим бомбардиром Екстракляси. У сезоні 2009/10 років також ставав найкращим бомбардиром, але трапилося це ще за часів виступів у «Відзеві» в Першій лізі. У 2015 та 2016 роках у складі «Леха» ставав володарем Суперкубка Польщі. В його складі в сезоні 2016/17 років, вже вдруге в ігровій кар'єрі, став найкращим бомбардиром Екстракляси.
У складі національної збірної Польщі зіграв 9 матчів.

## Життєпис

### Початок кар'єри
Вихованець клубу «Конфекс» (Легниця). Футбольну кар'єру розпочав на позиції воротаря, оскільки був зачарований виступами Хорхе Кампоса на мундіалі в США. Зміна позиції відбулася під час футзального турніру, на якому тренер вирішив, що Робак принесе більше користі в атаці. Як наслідок, молодий нападник став найкращим бомбардиром змагання. У 16-річному віці почав тренуватися з першою командою, а в 2002 році перейшов до сусідньої «Мєдзі». Вдалі виступи молодого нападника в команді викликали до нього інтерес з боку «Вроцлава», але на перешкоді трансферу стала сума відступних за молодого таланта. Протягом півроку гравець їздив на перегляд до інших клубів, в тому числі й до «Гурника» (Ленчна), КСЗО (Островець-Свентокшиський) та «Падерборна».

### Перші клуби в Екстраклясі
Врешті-решт гравець приєднався до клубу «Корона» (Кельці). У його складі дебютував 7 березня 2006 року в переможному (3:0) матчі Кубку Польщі проти «Легії» (Варшава). Вперше на полях Екстракласи з'явився 25 березня 2006 року в поєдинку з плоцькою «Віслою», а першим голом за «злато-червоних» відзначився 29 квітня 2006 року в поєдинку проти «Легії» (2:2). Наступного сезону Робак був основним гравцем «Корони», у складі якої відзначився 10-ма голами в Екстраклясі та одним у кубку Польщі.
Після завершення сезону залишив корумповану «Корону» й приєднався до аутсайдера Екстракляси, «Відзев» (Лодзь), де мав стати ключовим гравцем. Дебютував та відзначився першим голом за нову команду 10 серпня в програному (3:4) поєдинку з «Заглембє» (Любін). У дебютному сезоні в футболці «Лодзі» став другим найкращим бомбардиром Екстакляси (після Іліяна Міцанського), забивши 20 м'ячів.

### Дебют у збірній
Незважаючи на те, що Марцін став найкращим бомбардиром чемпіонату, «Відзев» разом з Робаком залишився в першій лізі ще на один рік. Це було покарання для «Лодзі» за причетність до корупційного скандалу. У новому сезоні Робак не втратив гольового чуття, тому він отримав виклик до збірної Польщі. У національній збірній дебютував 17 січня 2010 року проти Данії в рамках Кубку короля Таїланду, а свого першого та єдиного м'яча в футболці збірної Польщі забив у ворота Таїланду.
За підсумками сезону в Першій лізі Робак відзначився 18-ма голами, завдяки чому вперше в своїй кар'єрі став найкращим бомбардиром чемпіонату. Його команда також здобула путівку до Екстракляси. Початок нового сезону для гравця виявився дуже невдалим: у контрольних матчах він отримав травму, через що виїхав на відновлення до Німеччини. Перший матч у новому сезоні провів 18 вересня 2011 року зі «Шльонськом» (Вроцлав), де Робак одразу ж відзначився хет-триком, а матч закінчився перемогою «Відзева» з рахунком 5:2. У грудні нападник знову отримав виклик до збірної.

### Вояж до Туреччини
Під час зимової перерви в чемпіонаті Робак був викуплений турецьким «Коньяспором», з яким 12 січня 2011 року підписав контракт до середини 2013 року. Дебют у футболці свого нового клубу у Мартіна відбувся 23 січня в поєдинку з «Бурсаспором» (0:0). 2 лютого відзначився своїми першими двома голами за клуб у програному (2:3) поєдинку проти «Буджаспора». Врешті-решт, «Коньяспору» не вдалося зберегти своє місце в турецькій Суперлізі. Наступного сезону Робак був основним гравцем команди, яка виступала в Першій лізі турецького чемпіонату.
Наступного сезону контракт Марціна викупив вищоліговий «Мерсін Ідманюрду». 26 серпня 2012 року він підписав з турецьким клубом 2-річний контракт. Тим не менше за першу команду «Мерсіна» в чемпіонаті не провів жодного поєдинку, зігравши лише 2 матчі в кубку Туреччини. Як згодом зазначив сам гравець, причиною цього недовіра головного трененера «Ідманюрду» до Робака. Лише через пів року Марцін отримав статус вільного агента та можливість пошуку нового клубу.

### Повернення до Польщі

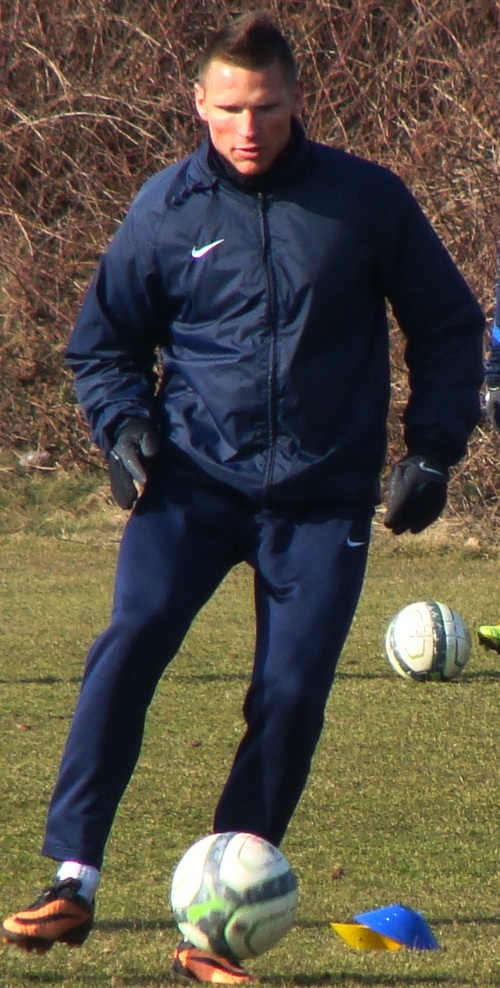
Марцін Робак під час тренування «Погоні» (Щецин) у 2014 році.

Найзацікавленішим та найнаполегливішим у підписанні Марціна виявився «П'яст» (Гливиці), з яким гравець і підписав 2,5-річний контракт. У першому колі відзначився 4-ма голами, допомігши гливицькій команді потрапити до кваліфікації Ліги Європи. Його дебют у цьому турнірі припав на поєдинок з «Карабахом» (Агдам), в якому гравець відзначився голом. Польська команда вибула з розіграшу цього турніру в додатковий час матчу-відповіді, але й цього раз Марцін відзначився голом. Під час найближчого трансферного вікна Робак перейшов до «Погоні» (Щецин), яка скористалася низькою сумою відступних, яку прописали в контракті гравця.
13 серпня 2013 року Марцін підписав 3-річний контракт з «Погоню». А вже через 4 дні дебютував за свою нову команду в програному (1;3) поєдинку Кубку Польщі проти «Завіші» (Бидгощ), в якому одразу ж відзначився голом. У польському чемпіонаті дебютував 24 серпня в переможному (3:2) поєдинку проти «Ягеллонії» (Білосток), а першим голом у чемпіонаті відзначився 20 вересня в переможному (2:1) поєдинку проти познанського «Леха».
8 вересня 2013 року Робак вперше після 3-річної перерви отримав виклик до збірної Польщі.
29 жовтня 2013 року Робак зіграв свій 100-ий матч в Екстракласі. Свій ювілей нападник відсвяткував хет-триком, відзначившись у воротах своєї колишньої команди, гливицького «П'яста» (його тодішня команда перемогла в тому поєдинку з рахунком 4:0).

### Історична звитяга
Через декілька місяців, у наступному поєдинку проти познанського «Леха», він покращив своє попереднє досягнення, відзначившись 5-ма голами в одному поєдинку, ставши третім гравцем в Екстракласі, який продемонстрував таку результативність. Його досягнення помітили й за кордоном.
Сезон 2013/14 років завершив з 25-ма забитими м'ячами (в тому числі — 22 в Екстраклясі), завдяки чому здобув титул найкращого бомбардира Екстракляси. Завдяки вдалому виступу в чемпіонаті Марцін отримав пропозицію від китайського клубу «Бейцзинь Рене» й був не проти знову спробувати свої сили за кордоном. Незважаючи на підписання контракту, китайський клуб все ж відмовився від послуг польського нападника. Через недотримання умов контракту гравець вирішив подати скаргу до ФІФА. Тим часом гравець підписав новий 2-річний контракт з «Погоню» і 2 серпня він повернувся на поля Екстракляси. В осінній частині чемпіонату відзначився 5-ма голами, але в жовтні в одному з контрольних поєдинків зазнав серйозної травми та вибув до завершення року. У весняній частині сезону Робак виходив на поле 9 разів, в яких відзначився 7-ма голами, після чого знову отримав травму.

### Перший клубний трофей
По завершенню сезону 2014/15 років сумою відступних у контракті Марціна вирішив скористатися познанський «Лех». Згодом чемпіон Польщі підписав з гравцем 2-річний контракт.
У новій команді Робак дебютував 10 липня 2015 року в переможному (3:1) поєдинку Суперкубку Польщі проти варшавської «Легії», водночас здобувши перший у своїй кар'єрі клубний трофей. Вже в своєму першому матчі за новий клуб у польському чемпіонаті зустрівся зі своєю колишньою командою — «Погоню». Марцін відзначився асистом, але «Погонь» все-одно перемогла з рахунком 2:1. Першим голом за новий клуб відзначився в наступному матчі 2-го туру Екстракляси проти «Лехії» (Гданськ), встановивши рахунок 2:1 на користь «Леха». У сезоні 2015/16 років через травму кістки зіграв у 13-ти матчах, в яких відзначився 2-ма голами. У грудні 2015 року він переніс операцію пошкодженого гомілкостопного суглоба, яка з плином часу допомогла йому відновити оптимальні кондиції. 7 липня 2016 року вдруге в своїй кар'єр став володарем Суперкубку Польщі в складі «Леха». Його команда на стадіоні «Війська Польського» з рахунком 4:1 переміг варшавську «Легію», а сам Марцін відзначився гольовою передачею на Даріуша Формеллу, коли той встановив рахунок 3:1. У сезоні 2016/17 років, забивши 18 м'ячів, вдруге в своїй кар'єрі, цього разу разом з Марко Пайшау з «Лехії» (Гданськ) став найкращим бомбардиром Екстракласи, і, окрім цього, самі гравці обрали його найкращим нападником цього чемпіонату. Значимість цього показнику підкреслює й той факт, що Робак розпочинав зі стартового складу лише 21 з 37-ми поєдинків «Леха» в національному чемпіонаті. Окрім цього, він зіграв 6 матчів у Кубку Польщі, де встиг відзначитися 3-ма голами і допоміг «Леху» вийти до фіналу турніру на Національному стадіоні у Варшаві, де його команда поступилася «Аркі» (Гдиня).

### Подальша кар'єра
19 липня 2017 року підписав 2-річний контракт з вроцлавським «Шльонськом». У новій команді дебютував 24 липня 2017 року в програному 0:1 дербі проти «Заглембє» (Любін). 4 серпня 2017 року на 9-ій хвилині нічийного (1:1) поєдинку проти «П'яста» (Гливиці) забив свій перший м'яч за «Шльонськ». Станом на 30 жовтня 2017 відіграв за команду з Вроцлава 12 матчів у національній першості.

## Статистика виступів

### Клубна
Станом на 25 липня 2021
| Клуб                 | Сезон   | Ліга        | Ліга  | Ліга | Кубок | Кубок | Європа | Європа | Інші1 | Інші1 | Загалом | Загалом |
| Клуб                 | Сезон   | Ліга        | Матчі | Голи | Матчі | Голи  | Матчі  | Голи   | Матчі | Голи  | Матчі   | Голи    |
| -------------------- | ------- | ----------- | ----- | ---- | ----- | ----- | ------ | ------ | ----- | ----- | ------- | ------- |
| «Корона» (Кельце)    | 2005–06 | Екстракляса | 10    | 2    | 3     | 0     | –      | –      | –     | –     | 13      | 2       |
| «Корона» (Кельце)    | 2006–07 | Екстракляса | 28    | 7    | 3     | 3     | –      | –      | 6     | 2     | 37      | 12      |
| «Корона» (Кельце)    | 2007–08 | Екстракляса | 28    | 10   | 1     | 0     | –      | –      | 2     | 1     | 31      | 11      |
| «Корона» (Кельце)    | Загалом | Загалом     | 66    | 19   | 7     | 3     | –      | –      | 8     | 3     | 81      | 25      |
| «Відзев» (Лодзь)     | 2008–09 | I ліга      | 30    | 20   | 1     | 0     | –      | –      | –     | –     | 31      | 20      |
| «Відзев» (Лодзь)     | 2009–10 | I ліга      | 33    | 18   | 1     | 0     | –      | –      | –     | –     | 34      | 18      |
| «Відзев» (Лодзь)     | 2010–11 | Екстракляса | 10    | 7    | 1     | 0     | –      | –      | –     | –     | 11      | 7       |
| «Відзев» (Лодзь)     | Загалом | Загалом     | 73    | 45   | 3     | 0     | –      | –      | –     | –     | 76      | 45      |
| «Коньяспор»          | 2010–11 | Суперліга   | 16    | 4    | –     | –     | –      | –      | –     | –     | 16      | 4       |
| «Коньяспор»          | 2011–12 | Перша ліга  | 34    | 8    | 0     | 0     | –      | –      | –     | –     | 34      | 8       |
| «Коньяспор»          | Загалом | Загалом     | 50    | 12   | 0     | 0     | –      | –      | –     | –     | 50      | 12      |
| «Мерсін Ідманюрду»   | 2012–13 | Суперліга   | 0     | 0    | 2     | 0     | –      | –      | –     | –     | 2       | 0       |
| «Мерсін Ідманюрду»   | Загалом | Загалом     | 0     | 0    | 2     | 0     | –      | –      | –     | –     | 2       | 0       |
| «П'яст» (Гливиці)    | 2012–13 | Екстракляса | 11    | 4    | –     | –     | –      | –      | –     | –     | 11      | 4       |
| «П'яст» (Гливиці)    | 2013–14 | Екстракляса | 3     | 1    | –     | –     | 2      | 2      | –     | –     | 5       | 3       |
| «П'яст» (Гливиці)    | Загалом | Загалом     | 14    | 5    | –     | –     | 2      | 2      | –     | –     | 16      | 7       |
| «Погонь» (Щецин)     | 2013–14 | Екстракляса | 32    | 21   | 1     | 1     | –      | –      | –     | –     | 33      | 22      |
| «Погонь» (Щецин)     | 2014–15 | Екстракляса | 17    | 11   | 1     | 1     | –      | –      | –     | –     | 18      | 12      |
| «Погонь» (Щецин)     | Загалом | Загалом     | 49    | 32   | 2     | 2     | –      | –      | –     | –     | 51      | 34      |
| «Лех» (Познань)      | 2015–16 | Екстракляса | 8     | 2    | 1     | 0     | 3      | 0      | 1     | 0     | 13      | 2       |
| «Лех» (Познань)      | 2016–17 | Екстракляса | 37    | 18   | 6     | 3     | –      | –      | 1     | 0     | 44      | 21      |
| «Лех» (Познань)      |         | Екстракляса | 0     | 0    | 0     | 0     | 1      | 0      | –     | –     | 1       | 0       |
| «Лех» (Познань)      | Загалом | Загалом     | 45    | 20   | 7     | 3     | 4      | 0      | 2     | 0     | 58      | 23      |
| «Шльонськ» (Вроцлав) | 2017–18 | Екстракляса | 33    | 19   | 1     | 0     | 1–0    | 1–0    | –     | –     | 35      | 19      |
| «Шльонськ» (Вроцлав) | 2018–19 | Екстракляса | 35    | 18   | 2     | 0     | 0      | 0      | 0     | 0     | 37      | 18      |
| «Відзев» (Лодзь)     | 2019-20 | II ліга     | 33    | 22   | 2     | 2     | 0      | 0      | 0     | 0     | 35      | 24      |
| «Відзев» (Лодзь)     | 2020–21 | I ліга      | 30    | 7    | 0     | 0     | 0      | 0      | 0     | 0     | 30      | 7       |

Матчі та голи по турнірах:
Польща
Екстракляса: 252 матчі - 120 голів;
I ліга: 93 матчі - 45 голів;
II ліга: 33 матчі - 22 гола.
Туреччина:
Суперліга: 16 матчів - 4 гола;
Перша ліга: 34 матчі - 8 голів.

### Статистика виступів за збірну
| №  | Дата              | Місце           | Суперник             | Результат | Змагання              | Матчі  | Голи | Звіт   |
| -- | ----------------- | --------------- | -------------------- | --------- | --------------------- | ------ | ---- | ------ |
| 1. | 17 січня 2010     | Накхонратчасіма | Данія                | 1-3       | Кубок короля Таїланду | od 70' |      | [ 9 ]  |
| 2. | 20 сісня 2010     | Накхонратчасіма | Таїланд              | 3-1       | Кубок короля Таїланду | od 70' | 86'  | [ 10 ] |
| 3. | 23 січня 2010     | Накхонратчасіма | Сінгапур             | 6-1       | Кубок короля Таїланду | od 46' |      | [ 47 ] |
| 4. | 10 грудня 2010    | Анталья         | Боснія і Герцеговина | 2-2       | Товариський матч      | od 56' |      | [ 48 ] |
| 5. | 10 вересня 2013   | Серравалле      | Сан-Марино           | 5-1       | кв. ЧС 2014           | od 55' |      | [ 49 ] |
| 6. | 15 листопада 2013 | Вроцлав         | Словаччина           | 0-2       | Товариський матч      | od 76' |      | [ 50 ] |
| 7. | 19 листопада 2013 | Познань         | Ірландія             | 0-0       | Товариський матч      | od 89' |      | [ 51 ] |
| 8. | 5 березня 2014    | Вроцлав         | Шотландія            | 0-1       | Товариський матч      | od 74' |      | [ 52 ] |
| 9. | 13 травня 2014    | Гамбург         | Німеччина            | 0-0       | Товариський матч      | do 52' |      | [ 53 ] |

## Титули й досягнення

### Командні
«Лех»
- Суперкубок Польщі:
  -  Володар (2): 2015, 2016

«Відзев» (Лодзь)
- Перша ліга
  -  Чемпіон (2): 2008/09, 2009/10

### Індивідуальні
- Найкращий бомбардир Першої ліги: 2009/10 (18 голів)
- Найкращий бомбардир Екстракляси: 2013/14 (22 голи), 2016/17 (18 голів)[54]
- Першоліговець року за версією Пілки ножної: 2008[55]
- Найкращий нападник Екстакляси: 2013/14[56], 2016/17
- Найкраща 11-ка 2014 року за версією Польської футбольної асоціації[57]